# Las Casas del Conde
Las Casas del Conde là một đô thị ở the tỉnh Salamanca, phía tây Tây Ban Nha, cộng đồng tự trị Castile-Leon. Đô thị này có cự ly 78 kilômét so với thành phố tỉnh lỵ Salamanca và có dân số only 74 người.
Đô thị này có diện tích 1.26 km² and Đô thị này nằm ở khu vực có độ cao 720 mét trên mực nước biển.
Mã số bưu chính là 37659.